# Oberleitungsbus Rheydt
Der Oberleitungsbus Rheydt war das Oberleitungsbus-System der ehemals unabhängigen Stadt Rheydt in Nordrhein-Westfalen, die 1975 nach Mönchengladbach eingemeindet wurde. Der Rheydter Oberleitungsbus bestand von 1952 bis 1973 und ersetzte sukzessive die von 1881 bis 1959 betriebene Straßenbahn Rheydt. Zuständiges Verkehrsunternehmen waren in beiden Fällen die Stadtwerke Rheydt. Der Oberleitungsbus wurde nach seiner Stilllegung seinerseits durch Omnibusse ersetzt.

## Geschichte
Die Einführung des Oberleitungsbusses in Rheydt wurde am 1. Februar 1951 durch die Stadtwerke und am 22. Februar schließlich auch durch den Stadtrat beschlossen. Vorgesehen war ein rund 30 Kilometer langes Netz. Als erste nahm am 18. Mai 1952 die Linie 4 zwischen Rheydt und Rheindahlen ihren Betrieb auf, nachdem tags zuvor deren feierliche Eröffnung stattfand. Am 13. Juli wurde sie über Giesenkirchen bis nach Schelsen verlängert. Am 7. Dezember 1952 folgte schließlich die Linie 6. Eine weitere Verlängerung erfolgte am 9. September 1953 zwischen der Limitenstraße und dem Rheydter Hauptbahnhof, eine Verlängerung nach Wanlo am 4. Dezember 1954. Das Netz erreichte somit eine maximale Ausdehnung von 27,6 Kilometern, davon waren 8,1 Kilometer einspurig ausgeführt. Zusätzlich zu den Linien 4 und 6 verkehrten die Verstärker-Linien 14 und 16, die ab 1957 diese separaten Liniennummern erhielten.
Da das Depot an der Elektrizitätsstraße nicht an das Oberleitungsnetz angeschlossen war, besaßen die 20 Oberleitungsbusse des Typs ÜHIIIs – sie trugen die Betriebsnummern 51 bis 70 – Benzin-Hilfsantriebe von Volkswagen. Mit deren Hilfe konnten sie auch kurze Strecken ohne Stromversorgung aus der Oberleitung zurücklegen. Es existierten außerdem noch vier O-Busse des Typs Daimler-Benz O 320 T mit den Betriebsnummern 71, 87, 88 und 89.
Mit dem Hilfsantrieb wurden später auch zwei 1968 elektrifizierte Strecken der Deutschen Bundesbahn passiert. Dies betraf die Bahnstrecke Mönchengladbach–Stolberg, die damals zwischen Mönchengladbach Hauptbahnhof und Rheydt-Odenkirchen elektrifiziert wurde, sowie die Bahnstrecke Aachen–Mönchengladbach. In diesem Zusammenhang musste die O-Bus-Fahrleitung an den Bahnübergängen im Zuge der Bonnenbroicher Straße (beim Kabelwerk) und auf der Düsseldorfer Straße in Geneicken sowie in Wickrath an der Poststraße gekappt werden.
1969 beschlossen die Verantwortlichen den Oberleitungsbus auf Dieselbusbetrieb umzustellen, indem ein Beschaffungsplan für Standarddieselbusse verabschiedet wurde. Die Linie 14 verkehrte am 26. September 1970 letztmals elektrisch, die Linie 4 am 30. März 1972 und die beiden Linien 6 und 16 am 16. Juni 1973. Während seiner gesamten Betriebszeit beförderte der Oberleitungsbus Rheydt 121 Millionen Fahrgäste, die Fahrzeuge legten dabei insgesamt rund 30 Millionen Kilometer zurück.